# Celama aerugula
Celama aerugula är en fjärilsart som beskrevs av Jacob Hübner 1793. Celama aerugula ingår i släktet Celama och familjen trågspinnare. Inga underarter finns listade i Catalogue of Life.